# Once a Gangster
Pour plus de détails, voir Fiche technique et Distribution.
Once a Gangster (飛砂風中轉, Fei saa fung chung chun) est une comédie d'action hongkongaise réalisée par Felix Chong et sortie en 2010 à Hong Kong.
C'est un parodie de la série des Young and Dangerous avec les mêmes acteurs.

## Synopsis
Porc rôti (Jordan Chan), un ex-membre des triades devenu un cuisinier renommé dans tout Hong Kong, découvre que sa vie idyllique commence à dériver après le retour de son ancien mentor (Alex Fong (en)) sorti de nulle part qui lui ordonne d'affronter Moineau (Ekin Cheng), fils de l'une des fondatrices de la triade, afin de devenir le nouveau chef. Mais Porc rôti et Moineau sont tous deux heureux dans leurs vies actuelles, l'un dans la cuisine, l'autre dans les études universitaires, et vont tout faire pour éviter de prendre la tête de la triade.

## Fiche technique
- Titre original : 飛砂風中轉 (Fei saa fung chung chun)
- Titre international : Once a Gangster
- Réalisation : Felix Chong
- Scénario : Lau Ho-leung
- Photographie : Davy Tsou
- Montage : Andy Chan
- Musique : Ken Chan
- Production : Alan Mak
- Société de production : Media Asia Entertainment Group et Pop Movies
- Société de distribution : Media Asia Distribution
- Pays d'origine :  Hong Kong
- Langue originale : cantonais
- Format : couleur
- Genre : comédie, d'action et film de gangsters
- Durée : 95 minutes
- Dates de sortie :
  - Hong Kong : 20 mai 2010

## Distribution
- Ekin Cheng : Moineau
- Jordan Chan : Porc rôti
- Alex Fong (en) : Kérosène
- Michelle Ye : Nancy
- Candice Yu : Dame Perle
- Wilfred Lau : Yan
- Conroy Chan : Ciseaux